# Infanto
Infanto é o console brasileiro lançado em 2014 no Brasil pela Infanto Games com base no microcomputador Raspberry Pi.  que emula imagens ROM de diversos videogames. 
Seu lançamento causou polêmicas por ser considerado um console pirata, pois não gera pagamento de direitos autorais aos criadores dos jogos. 

## Acervo
O acervo possui 6153 jogos  e traz títulos para as seguintes plataformas: 
- Atari 2600 (702 jogos)
- MAME - Multiple Arcade Machine Emulator (arcade) (1158 jogos)
- Capcom System (CPS-1-CPS-2) (arcade) (62 jogos)
- Game Boy (646 jogos)
- Game Boy Color (556 jogos)
- Neo-Geo System (arcade) (148 jogos)
- Nintendo Entertainment System (813 jogos)
- Sega Master System (330 jogos)
- Sega Genesis (782 jogos)
- Super Nintendo Entertainment System (796 jogos)
- TurboGrafx-16 (160 jogos)

## Crítica
Diversos sites de jogos e tecnologia fizeram críticas positivas e negativas sobre o console. Os sites TecMundo, Olhar Digital, UOL e GameVicio ressaltaram que o console faz parte de práticas de pirataria e seus pontos positivos apresentados são o tamanho, econômia de energia, possuir uma menor burocracia e por proporcionar o resgate de alguns games antigos para as TVs modernas. Porém comentaram, por ser um console nacional e pirata e ter seu preço alto, que era desnecessária a sua compra.

## Dados do console
Junto com o console inclui:
- 2 Controles USB Dual Shock
- Uma fonte de alimentação de 5 volts.
- Um cabo HDMI.
- Um cartão SD de 16 GB.
- Um manual de utilização.

## Infanto Plus
Em 2014/2015, uma segunda versão foi lançada, o seu diferencial em relação com a primeira é que este suporta até 4 jogadores nos jogos de arcade (MAME).